# Suggestibilität
Suggestibilität ist ein Persönlichkeitsmerkmal, welches das Ausmaß der Empfindlichkeit für Suggestionen ausdrückt. 

## Beschreibung
Personen unterscheiden sich hinsichtlich ihrer Suggestibilität, das heißt der Übernahme von induzierten Gedanken, Gefühlen, Wahrnehmungen oder Vorstellungen auf Kosten des Bezuges zur Realität. Die Suggestion kann durch fremde Personen ebenso erfolgen wie durch die Person selbst (Autosuggestion). Bei Kindern ist die Suggestibilität noch sehr hoch, nimmt jedoch im Laufe des Lebens ab. Auf Grund der hohen Suggestibilität sind jüngere Menschen in besonderem Maße Ziel der Beeinflussung durch Propaganda oder Werbung. Bei Müdigkeit, körperlicher Geschwächtheit und unter Hypnose ist die Suggestibilität erhöht, wobei diese aber auch Voraussetzung dafür ist, überhaupt in hypnotische Trance zu geraten. Sehr suggestible Menschen werden oft als „naiv“ oder „leichtgläubig“ beschrieben.
Die Suggestibilität spielt in der Medizin eine Rolle im Zusammenhang mit der Placebo-Forschung. Außerdem ist es ein Begriff der Massenpsychologie. Menschen mit bestimmten Persönlichkeitsstörungen sind extrem suggestibel, zum Beispiel bei der Histrionischen Persönlichkeit. In unterhaltsamer Weise wird die abnorme Suggestibilität im US-Spielfilm Zelig gezeigt.

## Suggestibilität von Kindern
Die Bewusstseinsveränderung in der Gesellschaft in den 1980er Jahren gegenüber dem Thema „sexueller Missbrauch bei Kindern“ führte ebenso zu Veränderungen im Rechtssystem in den USA wie in der westlichen Welt. In den meisten Fällen gibt es neben Kind und Täter keine weiteren Zeugen, so dass es sehr relevant ist, ob bzw. ab welchem Alter und unter welchen Bedingungen Kinder in der Lage sind, eine zuverlässige Zeugenaussage zu machen. Maggie Bruck und Stephen J. Ceci haben 1999 einen Übersichtsartikel über Untersuchungen, die sich mit dem Gedächtnis und der Suggestibilität von Kindern beschäftigen, veröffentlicht.
Frühe Studien (vor 1980) zeigten, dass Kinder durch irreführende Fragen leichter zu beeinflussen sind als Erwachsene und dass der Einfluss auf jüngere Kinder größer ist als bei älteren Kindern. An diesen Studien wurde kritisiert, dass die verwendeten Laborsituationen nicht die persönliche Betroffenheit eines Kindes wie in einem aktuellen Fall widerspiegeln. Dies führte dazu, dass in den 1990er Jahren neue Paradigmen zur Untersuchung der Suggestibilität von Kindern entwickelt wurden, die folgende Kriterien erfüllen sollten:
1. Teilnahme von Kindern im Vorschulalter an Untersuchungen
2. Verwendung von Situationen, in denen Kinder persönlich betroffen sind und Körperempfinden verbunden ist mit einer stressvollen Atmosphäre
3. Konzept der suggestiven Techniken wird in erweiterter Form eingesetzt, z. B. eine zeitliche Verzögerung zwischen Ereignis und Interview, das Wiederholen von Fragen und falschen Informationen oder subtilere Einflüsse über Atmosphäre, Verstärkung, Druck.

Ergebnisse solcher Studien belegen, dass irreführende Informationen die Richtigkeit der Antworten der Kinder weniger beeinflussen als bis dahin vermutet. Eine Studie aus dem Jahr 1995 zeigte jedoch, dass dies nur für einmalige Suggestionsversuche gilt.
Im Zusammenhang mit einer Impfung bei einem Kinderarzt und anschließenden Interviews wurde der Effekt von mehreren suggestiven Techniken kombiniert. 
Ein Jahr nach dem Arztbesuch wurde die Suggestion in wiederholter Form an drei Besuchen in eine Unterhaltung oder im Spiel mit 6-jährigen Kindern sozusagen eingewebt. Dadurch sollte das Experiment möglichst genau Interviews wie Therapeuten, Anwälte, Eltern sie in einem tatsächlichen Fall führten, angenähert sein. In diesen Interviews wurde den Kindern entweder erzählt, dass sie sehr tapfer waren, oder eine neutrale Geschichte erzählt. Kinder, denen zurückgemeldet wurde, wie tapfer sie vor einem Jahr gewesen sind und dass sie nicht geweint hatten, erinnerten sich signifikant an weniger Schmerzen und Weinen als Kinder, denen eine neutrale Rückmeldung gegeben wurde. Das Einfließen lassen von falschen Informationen über die Tätigkeiten des Kinderarztes wie der Assistentin bewirkte, dass Kinder in dieser Bedingung mehr falsche Antworten bezüglich dieser suggerierten Aktivitäten gaben als andere Kinder, so dass ein großer Anteil der Kinder (44 %) behauptete, dass die Impfspritze von der Assistentin gegeben wurde, obwohl tatsächlich der Arzt die Spritze gab. Die Tatsache, dass Ereignissen zugestimmt wurde, die nie stattgefunden hatten und für die es auch keine Falschinformation gegeben hat, ist ein Beleg dafür, dass die Beeinflussbarkeit von Kindern nicht nur mit der Theorie der sozialen Einwilligung erklärt werden kann. Dieses Ergebnis ist am besten dadurch zu erklären, dass Kinder ein mit den Suggestivinformationen übereinstimmendes Skript entwickeln. So füllen Kinder eine Gedächtnislücke, die konsistent ist mit der Suggestion.
Jüngere Kinder sind nicht immer anfälliger für suggestive Beeinflussung als ältere. Jüngere Kinder können sich manchmal an Ereignisse oder Informationen besser erinnern, da ihre Fähigkeit, die Welt in Kategorien einzuteilen und Rückschlüsse zu ziehen, weniger ausgeprägt ist, wodurch Erinnerungen weniger durch Erwartungen verfälscht werden.
Wenn man Kindern und Erwachsenen eine Wortliste mit semantisch verwandten Wörtern präsentiert, haben Erwachsene häufiger falsche Erinnerungen als Kinder.
Außerdem konnte nachgewiesen werden, dass Kinder, die instruiert wurden, die erste Wortliste zu vergessen und sich auf die neue zu konzentrieren, mehr Worte aus der ersten Liste vergessen konnten. Bei Erwachsenen konnte dieser Effekt nicht festgestellt werden.
Außerdem legen Studien nahe, dass Erwachsene sich stärker von Fehlinformationen beeinflussen lassen. In einer Studie von Royer aus dem Jahr 2014 wurde Probanden eine Videoaufnahme eines Verbrechens gezeigt. Anschließend wurden den Probanden vier Fotos gezeigt, anhand derer sie den Täter identifizieren sollten. Keines der Fotos zeigte den wahren Täter. Danach wurden den Probanden in zufälliger Reihenfolge zwei Fotos gezeigt: Das Foto des wahren Täters oder das Bild, für das sie sich im vorherigen Durchlauf entschieden. Erwachsene blieben eher bei ihrer Wahl als Kinder.
Ein Zusammenhang zwischen demografischen Daten (mit Ausnahme des Alters) und der Suggestibilität von Kindern konnte nicht festgestellt werden.
Ob kognitive Fähigkeiten, die über das Normale hinausgehen, die Suggestibilität beeinflussen, ist noch nicht vollständig geklärt. Ähnliches gilt für die Kapazität und Leistung des Gedächtnisses.
Geminderte Intelligenz oder geistige Behinderung können die Suggestibilität stark beeinflussen, vor allem, wenn geschlossene und irreführende Fragen gestellt werden. Kinder mit geistiger Behinderung sind für Fehler generell anfälliger. Bei offenen, irreführenden Fragen schnitten normal entwickelte Kinder genauso schlecht ab wie geistig behinderte Kinder.
Außerdem können Kinder dazu neigen, suggerierte Informationen mit Erlebtem zu verwechseln, wenn sie abgelenkt werden, da dies in einer schlechteren Informationsverarbeitung resultieren kann.
Zudem sind Kinder mit höherer Kreativität und ausgeprägterem Vorstellungsvermögen anfälliger für irreführende Fragen, Fehlinformationen und der Produktion von falschen Erinnerungen.